# Venkatapura
Venkatapura è una suddivisione dell'India, classificata come census town, di 5.968 abitanti, situata nel distretto del Kannada Settentrionale, nello stato federato del Karnataka. In base al numero di abitanti la città rientra nella classe V (da 5.000 a 9.999 persone).

## Geografia fisica
La città è situata a 16° 16' 0 N e 77° 15' 0 E e ha un'altitudine di 367 m s.l.m..

## Società

### Evoluzione demografica
Al censimento del 2001 la popolazione di Venkatapura assommava a 5.968 persone, delle quali 2.892 maschi e 3.076 femmine. I bambini di età inferiore o uguale ai sei anni assommavano a 883, dei quali 450 maschi e 433 femmine. Infine, coloro che erano in grado di saper almeno leggere e scrivere erano 4.345, dei quali 2.201 maschi e 2.144 femmine.